# Robert Laurence Mills
Robert Laurence Mills , ameriški fizik, * 15. april 1927, Englewood, New Jersey, ZDA, † 27. oktober 1999.
Mills je raziskoval na področju kvantne teorije polja, teorije zlitin in teorije več teles. Leta 1954 sta Chen Ning Franklin Yang in Mills v Brookhavenskem narodnem laboratoriju predlagala tenzorsko enačbo, kar se danes imenuje Yang-Millsova polja. Enačba se v posebnem primeru prevede v Maxwellove enačbe (glej umeritvena teorija): 
{\displaystyle \partial _{\mu }F^{\mu \nu }+2\epsilon (b_{\mu }\times F^{\mu \nu })=J^{\nu }\!\,.}
Za razvoj posplošene umeritvene invariantne teorije polja sta Mills in Yang skupaj z Gregoriom Webrom leta 1980 prejela Rumfordovo nagrado.
1. ↑  https://pantheon.world/profile/person/Robert_Mills_(physicist)